# Antoni Marí Ferrer
Antoni Marí Ferrer (Sant Joan de Labritja, 1943) és un empresari i polític balear, diputat al Parlament de les Illes Balears en la II Legislatura.

## Biografia
Estudià al Seminari Conciliar d'Eivissa, però no arribà a ordenar-se. Va treballar un temps a Telefónica i després en empreses d'assegurances. A les eleccions municipals espanyoles de 1979 fou candidat a Sant Joan de Labritja per la Unió de Centre Democràtic, però no fou escollit. Després de l'ensulsiada de la UCD va ingressar al Partit Demòcrata Liberal, amb el que fou elegit regidor al seu municipi a les eleccions municipals espanyoles de 1983.
Fou elegit diputat per la coalició Alianza Popular-Partit Liberal al Consell Insular d'Eivissa i Formentera a les eleccions al Parlament de les Illes Balears de 1987. De 1987 a 1991 fou conseller de Cultura, Esports i Joventut del Consell Insular. A les eleccions municipals espanyoles de 1999 fou escollit regidor i tinent d'alcalde de Sant Joan de Labritja.
Simultàniament s'interessà per l'esport i fou directiu de la Societat Esportiva Eivissa, així com soci fundador el 1995 i president del Club Bàsquet Puig d'en Valls (PDV), que la temporada 2004-2005 era en la màxima divisió espanyola del bàsquet femení. Actualment és president honorífic del club.